# Lac Échouani
Pour les articles homonymes, voir Échouani.
Le lac Échouani est un plan d'eau douce du territoire non organisé du Dépôt-Échouani, dans la municipalité régionale de comté (MRC) La Vallée-de-la-Gatineau, dans la région administrative de Outaouais, dans la province de Québec, au Canada.
Situé à mi-chemin entre le réservoir Gouin (situé au Nord-Est), la réserve faunique La Vérendrye (située au Sud-Ouest) et le réservoir Baskatong (situé au Sud), à une altitude de 408 m, le lac Échouani se déverse par le Nord-Est dans le ruisseau Mulroney menant à la rivière Chouart, un affluent de la rivière Gatineau. Le courant de la décharge coule environ sur 9,0 km jusqu’à la rivière Gatineau, notamment en traversant le lac Avis. La rivière Gatineau coule généralement vers le Sud en traversant le réservoir Baskatong pour se déverser à Gatineau dans la rivière des Outaouais.
Le lac Échouani est entièrement en zone forestière. La foresterie constitue la principale activité économique du secteur ; les activités récréotouristiques arrivent en second. Sa surface est généralement gelée du début de décembre à la fin avril.

## Géographie
Les principaux bassins versants voisins du lac Échouani sont :
- côté Nord : rivière Gatineau, réservoir Gouin ;
- côté Est : rivière Chouart, rivière Gatineau, réservoir Mitchinamecus ;
- côté Sud : rivière Gens de Terre, Lac des Augustines ;
- côté Ouest : lac Camachigama, rivière des Outaouais, rivière Festubert.

Entouré de nombreuses collines (dont la plus haute du côté Ouest atteint 423 m), le lac Échouani a une nature difforme et allongée dans l’axe Nord-Sud, comportant de nombreuses baies surtout du côté Ouest, notamment les baies Vera et Margaret), presqu’îles et neuf grandes îles. Le lac Échouani se prolonge par la Nord avec le lac Avis ; les deux lacs sont contigus.

## Toponymie
Le terme « Échouani » désigne ce grand lac, le dépôt forestier « Dépôt-Échouani » (un ancien camp forestier de la société Canadian International Paper (CIP) situé près de la confluence des rivières Chouart et Gatineau), abandonné depuis 1962) et le territoire non organisé Dépôt-Échouani.
Vraisemblablement d'origine algonquine, ce vocable « Échouani » est connue depuis le XIXe siècle. La graphie de ce terme évolué dans l'histoire ; plusieurs variantes ont été répertoriées notamment sur des cartes et plans : Eshwaham (1873), Eskwahani (1924), Eshwahani (1926), Échouani (1933), et aussi Eshawan et Askwahani de date inconnue. L'origine et la signification de ce toponyme reste à établir. Selon le père Guinard, le vocable Echoam désigne un affluent de la Gatineau ; ce mot serait un dérivé de "echohamok", signifiant « ils se préparent à partir par eau ». Ce lac est aussi désigné « lac Chouart ».
Le toponyme "lac Échouani" a été officialisé le 5 décembre 1968 par la Commission de toponymie du Québec, soit lors de sa création.